# Ernst Westphal (Bildhauer)

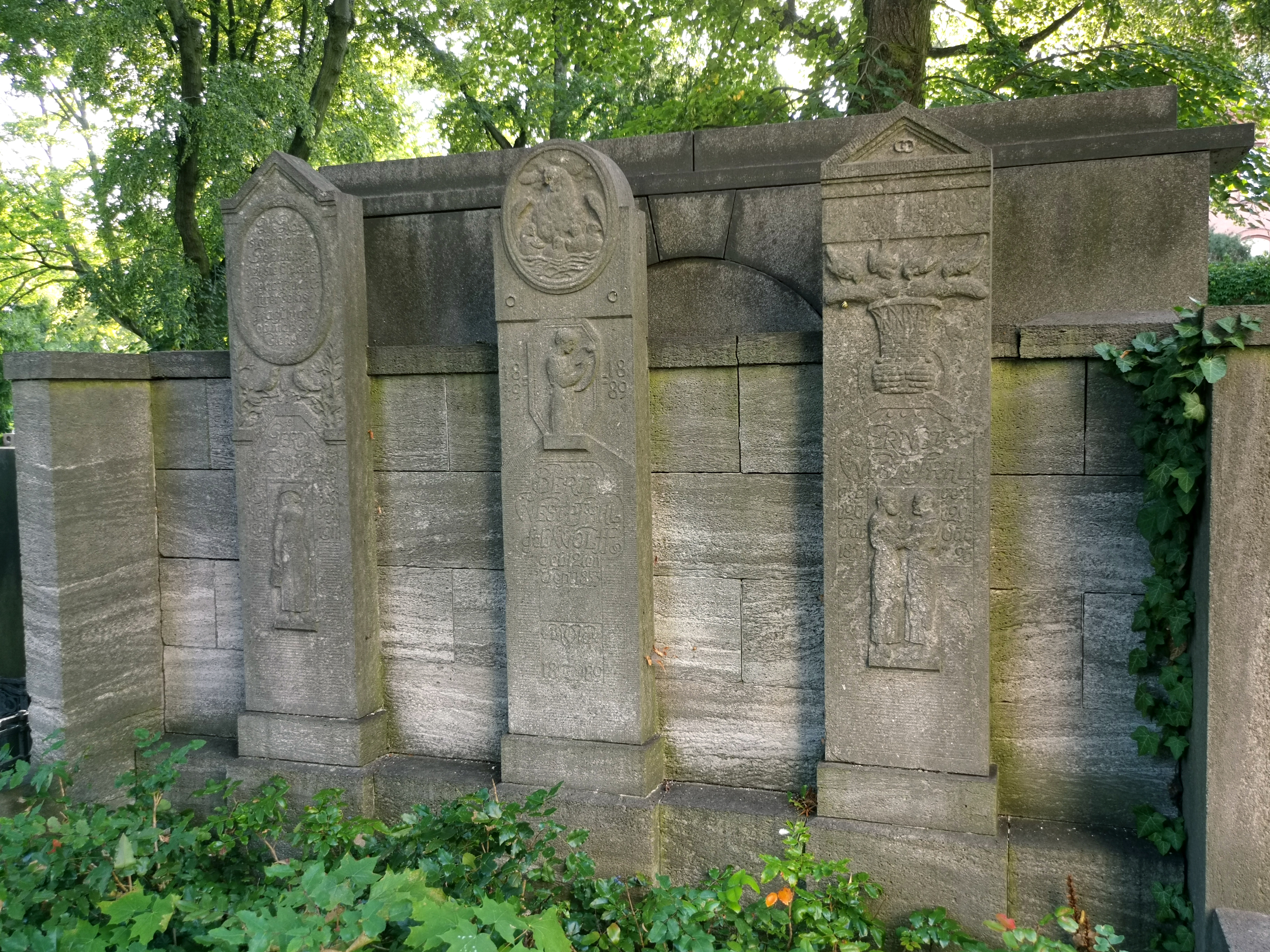
Familiengrab auf dem Alten Zwölf-Apostel-Kirchhof in Berlin-Schöneberg (Abt. EO-LM-032-034), rechte Stele für Ernst Westphal

Ernst Westphal, vollständig Georg Carl Ernst Westphal, nach anderen Quellen Ernst Westpfahl, (* 20. Oktober 1851 in Lübeck; † 26. September 1926 in Berlin) war ein deutscher Bildhauer und Medailleur.

## Leben
Westphal war ein Sohn des Lohgerbermeisters Jochim Philipp Heinrich Westphal und dessen Frau Catharina Elisabeth, geb. Pierstorff und wuchs in der Hundestraße 75 (alte Hausnr. 171) auf. Julius Pierstorff war sein Cousin.
Über seine Ausbildung ist kaum etwas bekannt. Er war Steinmetzmeister und vermutlich Schüler der Unterrichtsanstalt des Kunstgewerbemuseums Berlin.
Er betrieb seit spätestens 1895 im Haus Lützowstraße 71 in Berlin-Tiergarten ein Atelier für Bauplastik. Für Haus-Fassaden und Innenräume schuf er Reliefs und vollplastische Skulpturen, die er in Stein, aber auch in Bronzeguss ausführte. Ein großer Teil seiner Werke ist bis heute erhalten und prägt das Erscheinungsbild Berlins, aber auch weiterer Städte in Deutschland.
Er heiratete am 1. Oktober 1889 in Berlin-Charlottenburg Bertha, geb. Wolff (* 12. September 1855), die aus einer Kölner jüdischen Kaufmannsfamilie stammte. Damit wurde er Schwager von Hermann Wolff (Konzertagent). Der Maler Conrad Westpfahl war ein Sohn des Paares. Bertha Westphal war als Witwe ab 1933 wegen ihrer jüdischen Abstammung Repressalien ausgesetzt und wurde Opfer der Judenverfolgung. Im Alter von 84 Jahren wurde sie am 11. Juli 1940 von der Heil- und Pflegeanstalt Berlin-Buch in die Tötungsanstalt Brandenburg a. d. Havel verlegt und dort ermordet.

## Werk
- 1889: Fries (mit Putten und Girlanden) am Wasserturm auf dem Friedrichsplatz in Mannheim
- 1892: ornamentaler und figürlicher Schmuck an Balkonen und Decke des Theaters am Schiffbauerdamm in Berlin-Mitte
- 1893: alle Stuck- und Bildhauerarbeiten am und im Haus Bellevuestraße 11a in Berlin-Tiergarten
- 1895: Deckenschmuck im Weißen Saal des Berliner Stadtschlosses
- 1895–1896 Bauplastik für die Villa Parey, Sigismundstraße 4a, Berlin-Tiergarten
- 1900: plastischer Schmuck in der Aula 28. und 217. Gemeindeschule (heutige Bürgermeister-Herz-Grundschule) in Berlin, Tempelhofer Vorstadt, Wilmsstraße 10
- 1899–1900: Schmuckfriese der Pfeiler in den Fluren der Humboldthain-Schule in Berlin
- 1899–1905: bildhauerischer Schmuck am Rathaus Charlottenburg: Dreiecksgiebel über dem Mittelrisalit, rückseitiger Dekor (teilweise entfernt), Dekor im westlichen Treppenhaus
- 1901: Grabmale für Karl Theodor Liebermann, Albert Hamburger und Max Fabisch (letzteres zusammen mit dem Architekten Walther Schilbach) auf dem Jüdischen Friedhof Berlin-Weißensee
- 1901–1905: Schnitzarbeiten für das Standesamt an der Fischerbrücke in Berlin-Mitte (1979 in das Trauzimmer im Rathaus Pankow versetzt)
- 1903: zwei Liegefiguren für das Gebäude der Handelskammer (heute Institut für Bibliothekswissenschaft der Humboldt-Universität) in Berlin, Dorotheenstadt, Dorotheenstraße 26[5]
- 1904: Sandsteinreliefs an der Grünstraßenbrücke in Berlin-Mitte[6]; Ein Relief zeigt eine Personengruppe, die einem Ertrinkenden hilfreich die Hände entgegenstreckt, das andere stellt waschende und schwatzende Frauen dar. Es ist möglich, dass der Bildhauer damit auf die früher auf der anderen Seite der Wallstraße befindliche Wäscherei von Wilhelm Spindler anspielte.
- 1904: Nickelmann-Brunnen mit Wassermann und zwei Delphinköpfen aus Muschelkalk an einem Pfeiler des Hochbahn-Viadukts unmittelbar am U-Bahnhof Nollendorfplatz in Berlin-Schöneberg[7]
- 1905: Figuren und Reliefs für zwei Wertheim-Warenhäuser in Berlin (Warenhaus Leipziger Straße und Warenhaus Rosenthaler Straße)
- 1905: Bauschmuck der Handelshochschule Berlin in Berlin-Mitte, Spandauer Straße 1 (heute Wirtschaftswissenschaftliche Fakultät der Humboldt-Universität)
- 1905–1910: Fassadenschmuck für den Neubau der Kaiser-Wilhelms-Akademie in Berlin, Oranienburger Vorstadt, Invalidenstraße 49 / Scharnhorststraße (zusammen mit Otto Lessing und Albert Manthe)[8]
- um 1909: Portalschmuck (einfache Steinornamente) am Kaiserin-Auguste-Viktoria-Säuglingsheim in Berlin-Charlottenburg (weitere Portale von Josef Rauch)
- 1910: Pflanzenkästen mit Reliefs aus Terrakotta (ausgeführt von der Kaiserlichen Majolika-Werkstätte Cadinen)
- 1910/1911: Klinkerdekor (unter Verwendung von römischen und maurischen Motiven) an der Fassade des Admiralspalasts in Berlin, Dorotheenstadt, Planckstraße[9][10]
- 1913/1914: Bauplastik am Verwaltungsgebäude der Orenstein & Koppel – Arthur Koppel AG in Berlin, Tempelhofer Vorstadt, Tempelhofer Ufer 23–24 (Skulpturen verloren, Gebäude unter Denkmalschutz)
- Bronze-Gedenktafel für die Bürgermeister Berlins am Roten Rathaus in Berlin-Mitte
- Grabmal im Stil der italienischen Renaissance für den Ingenieur und Unternehmer Carl Hofmann (1836–1916) (Architektur von Bruno Schmitz, Marmorstatue von Nikolaus Geiger, ornamentaler Schmuck von Westphahl; 1991/1992 im Auftrag der Stiftung Historische Kirchhöfe und Friedhöfe in Berlin und Brandenburg mit Hilfe der Stiftung Deutsche Klassenlotterie restauriert)

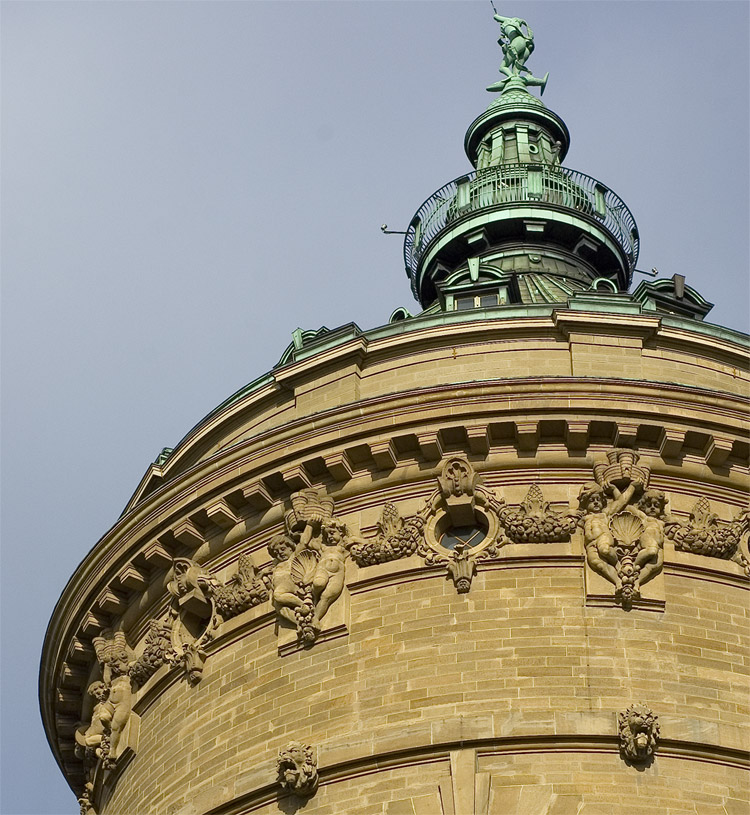
Plastischer Fries am Wasserturm in Mannheim
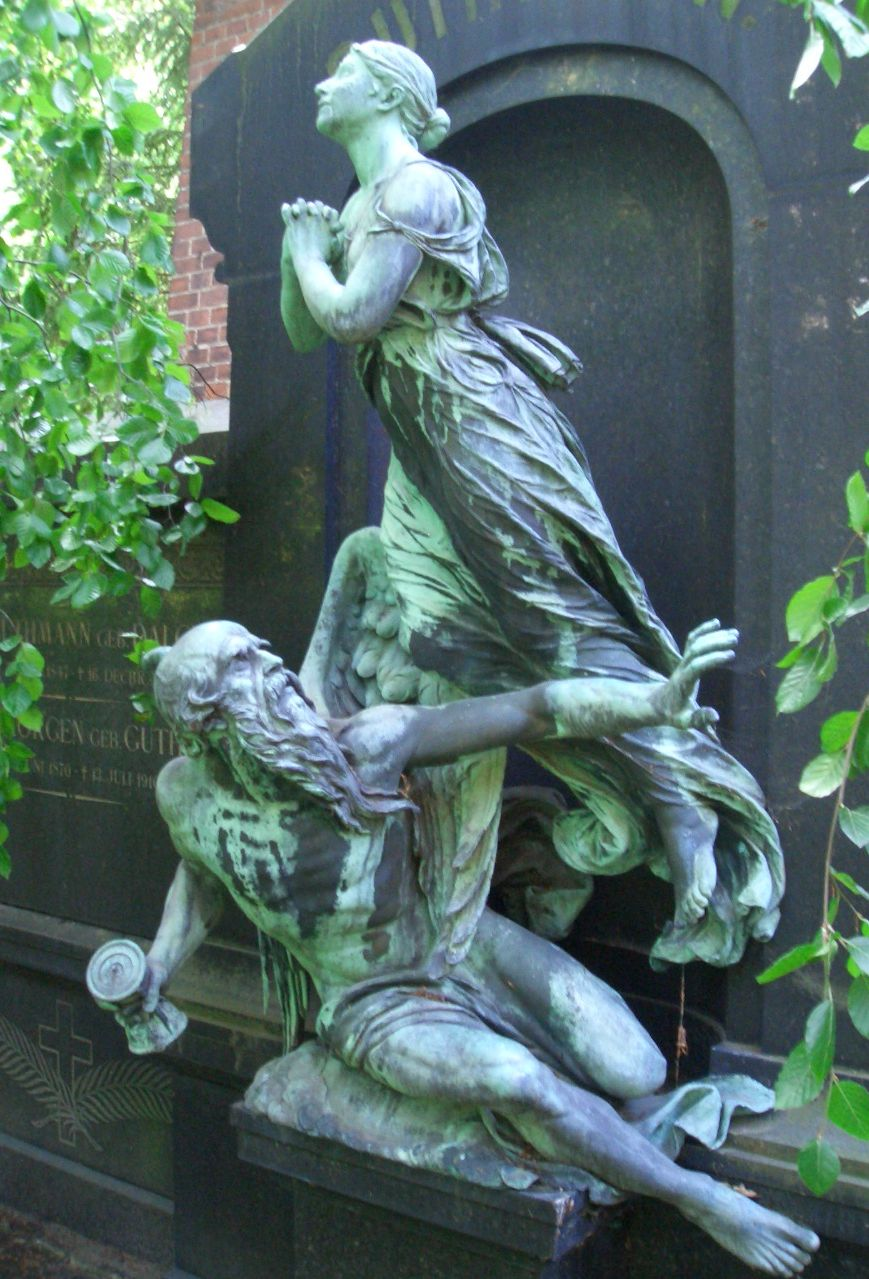
Erbbegräbnis Guthmann auf dem Friedhof Wannsee, Lindenstraße
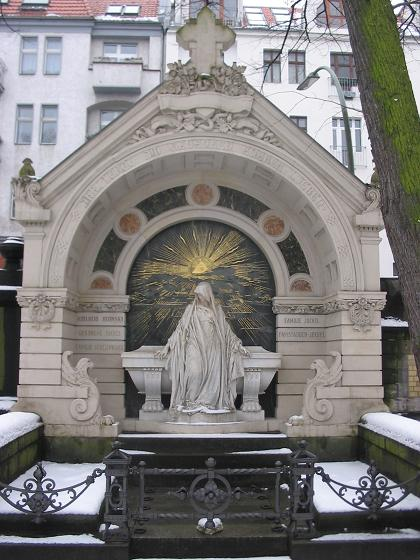
Grabmal Hofmann (Figur von Geiger, Ornamentik von Westphal)
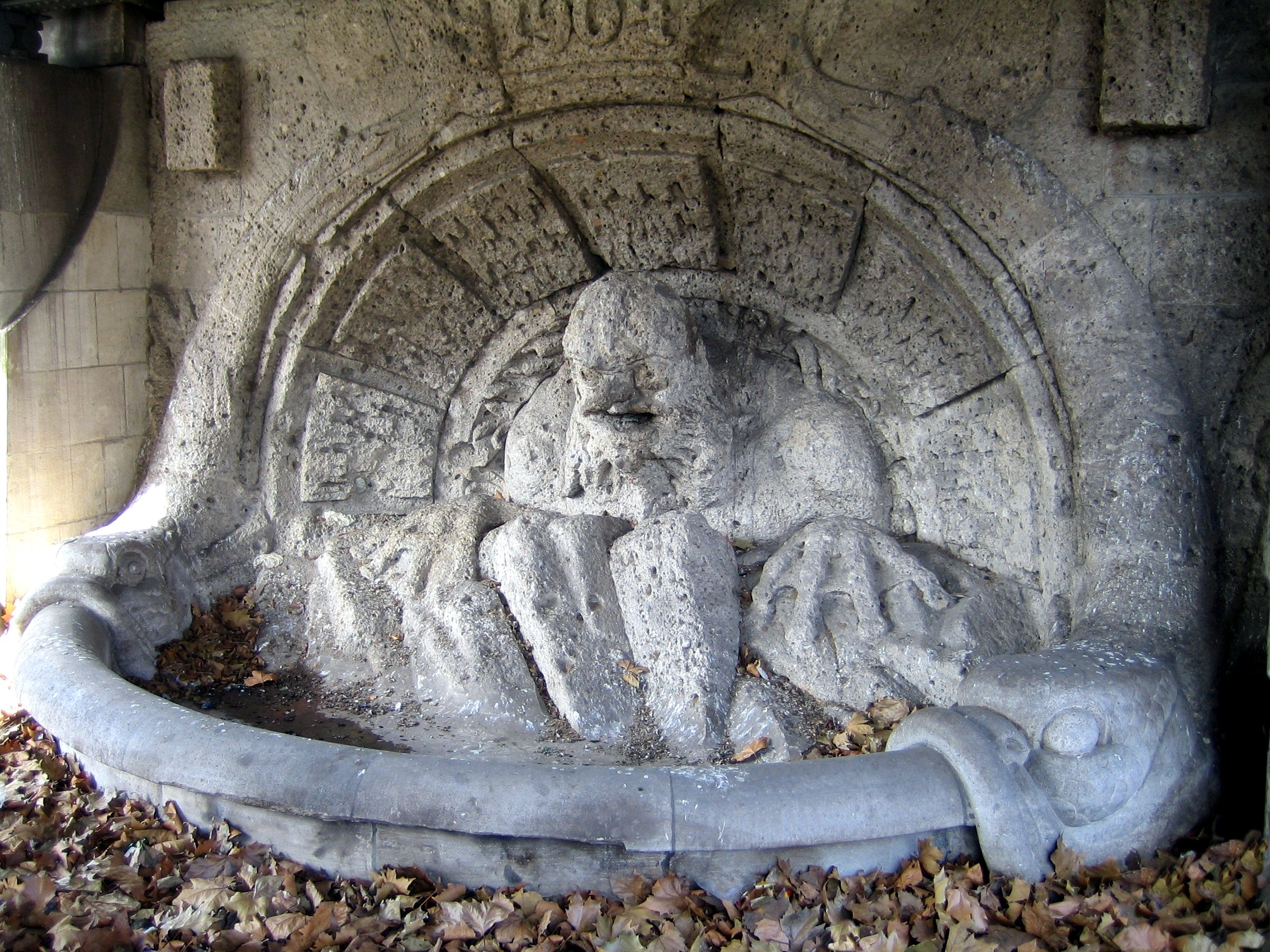
Nickelmann-Brunnen am U-Bahnhof Nollendorfplatz